# Liste des sites classés et inscrits du Cher

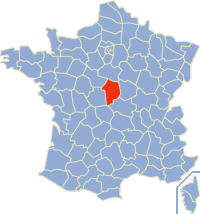
Le département du Cher en rouge sur la carte

La liste des sites classés du Cher présente les sites naturels classés du département du Cher.

## Liste
Les critères sur lesquels les sites ont été sélectionnés sont désignés par des lettres, comme suit :
- TC : Tout critère
- A : Artistique
- P : Pittoresque
- S : Scientifique
- H : Historique
- L : Légendaire

| Commune                                                        | Site classé | Description | Date du classement          | Critère de classement | Géolocalisation | Superficie(ha) | Autres labels | Illustration |
| -------------------------------------------------------------- | --- | ----------- | --------------------------- | --------------------- | --------------- | -------------- | ------------- | ------------ |
| Apremont-sur-Allier, Cours-les-Barres, Cuffy, Neuvy-le-Barrois | L'ensemble formé par le "Bec d'Allier" (confluence entre l'Allier et la Loire)                                                            |             | décret du 16 septembre 2004 | P                     |                 |                |               |              |
| Bannay, Boulleret                                              | Une partie de l'île de Cosne, située sur la rive gauche de la Loire en amont du pont sur le grand bras du fleuve                          |             | arrêté du 12 août 1952      | TC                    |                 |                |               |              |
| Blet                                                           | L'ensemble formé par le château de Blet et son parc                                                                                       |             | arrêté du 5 avril 1965      | P                     |                 |                |               |              |
| Bourges                                                        | L'ensemble formé par les marais de l'Yèvre et de la Voiselle                                                                              |             | décret du 24 juillet 2003   | P et H                |                 |                |               |              |
| Bruère-Allichamps                                              | L'ensemble formé par les jardins, la cour, le pré de l'abbaye de Noirlac, ainsi que le chemin passant devant l'agglomération de Noirlac   |             | arrêté du 3 février 1936    | TC                    |                 |                |               |              |
| Argent-sur-Sauldre, Cerdon, Clémont                            | Etang du Puits et ses berges section AB d'Argent-sur-Sauldre, section B de Clémont et section AK de Cerdon                                |             | arrêté du 12 juillet 1951   |                       |                 |                |               |              |
| Culan                                                          | Le site de Culan, très précisément délimité et à l'exclusion de la propriété de Mme Lenoir                                                |             | arrêté du 30 août 1937      | TC                    |                 |                |               |              |
| la Groutte                                                     | Les terrains situés section Z B parcelles 31 et 44 constituant une partie du Camp de César                                                |             | arrêté du 24 février 1969   | P                     |                 |                |               |              |
| Saint-Amand-Montrond                                           | Le site de la butte de Montrond |             | décret du 21 février 1989   | H et P                |                 |                |               |              |
| Sancerre                                                       | Les parties du domaine public portant les noms de Rempart des Dames, Rempart des Abreuvoirs, Rempart des Augustins, Esplanade Porte César |             | arrêté du 6 septembre 1946  | TC                    |                 |                |               |              |